# オライオン・オプティックス
オライオン・オプテックス（英語: Orion Optics）は別名で「英国オライオン社」とも呼ばれ、英国チェシャーに本社を置く望遠鏡、天体写真撮影器具の販売会社である。同じく望遠鏡の販売会社である、米国のオライオン・テレスコープ社（別名：「米国オライオン会社」）とは別会社である。  
米国オライアン社の製品は、日本では(株)ジズコが扱っている。

## 参照項目
- オライオン・テレスコープス